# Roda de samba
A roda de samba é um encontro de improvisação para músicas de samba. Rodas de samba são análogas às jam sessions do jazz. As chamadas rodas de samba não exigem grandes desprendimentos financeiros e costumam reunir um grande número de pessoas que cantam e dançam em torno de uma mesa, onde os músicos tocam os instrumentos e cantam. É uma manifestação muito comum no Brasil. 
Uma verdadeira roda de samba não exige microfones e nem um número certo de pessoas para tocar, é livre de qualquer responsabilidade de acertar. Tudo e todos da roda ou de fora podem dar suas opiniões nas músicas a serem tocadas.
Nascido da cadência dos terreiros, o Samba cresceu nos quintais.  
No princípio era apenas um encontro para celebrar as raízes africanas na casa da Tia Ciata. Seu Quintal foi o palco de reunião das tradições culinárias, sonoras e de danças.  Assim a roda criou-se, promoveu a troca de experiência, de conhecimento, de sinergia e expandiu-se para os demais quintais, onde acabou se reunindo em Grupos, depois em Escolas de samba dos anos de 1940 e 1950. 
Em meados de 1960 e 1970, os compositores retornaram à tradição dos quintais. Ali se reuniam para mostrar seus sambas, seu batuque o que promoveu em 1980 uma leva de compositores criados nesse bom ambiente, com o aplauso daqueles que já faziam parte dele: João Nogueira, Nei Lopes, D. Ivone Lara, Wilson Moreira, Seu Monarco, Martinho da Vila e muito mais.
A partir da roda de samba dos quintais, surgia a nova geração: Almir Guineto, Arlindo Cruz, Jorge Aragao,  Mauro Diniz, Luiz Carlos da Vila, Pedrinho da Flor, Elaine Machado, Beto Sem Braço. O Samba se renovava regressando ao seu berço, a roda de samba! 
Até hoje, a sobrevivência de vários artistas do samba, sejam eles compositores, intérpretes ou instrumentistas, se deve a essa ação cultural espontânea que se denomina roda de samba.
Aos poucos,  as rodas que ficavam escondidas nos terreiros interioranos e  fundos de quintais do subúrbio, sob o manto de manifestação religiosa, acabou ecoando pelos bairros da periferia, pelos morros,  pelo mundo reunido multidões de apaixonados pelo bom e velho samba autêntico.